# Jasna Tkalec
Jasna Tkalec (Zagabria, 17 novembre 1941 – 14 agosto 2017) è stata una giornalista jugoslava, dal 1991 croata.

## Biografia
Figlia del partigiano e rivoluzionario Zvonko Tkalec, studiò filologia romanza e filologia classica all'Università di Zagabria e poi all'Università di Firenze. Tra la fine degli anni sessanta e l'inizio degli anni settanta fu insegnante di ginnasio a Zagabria e dal 1976 diresse il Dipartimento culturale dell'Unione Socialista dei Lavoratori di Croazia. Negli anni ottanta lavorò presso l'Istituto Gramsci di Roma e successivamente a Parigi, dove tradusse testi di teoria politica e arte. Sempre in questo periodo scrisse sulle principali riviste marxiste jugoslave, come Naše teme, Žena, Kulturni radnik e altre.
Dopo il crollo della Jugoslavia lavorò come freelance per numerose testate croate e italiane, scrivendo tra l'altro per il manifesto, Liberazione e Avvenimenti. Dal 1991 al 1993 visse a Bologna e a Roma. 
Fortemente critica nei confronti della nuova leadership croata, di cui contestò le posizioni nazionaliste e militariste, nel 1993 fu condannata a tre mesi di prigione per un articolo del 1991, pubblicato sulla testata Nokat di Karlovac, in cui denunciava le discriminazioni subite dai serbi a Zara e accusava il governo croato di supportare gli ustascia e di condurre politiche di carattere neofascista.
Nel 2015 pubblicò la raccolta di saggi Fantom slobode (Il fantasma della libertà), finalizzati ad evidenziare la violenza e l'autoritarismo che caratterizzano l'ordine capitalista e imperialista al di sotto della maschera democratica.

## Opere
- (SR) Fantom slobode, Novi Sad, Mediterran, 2015, ISBN 978-86-6391-022-5.